# Rockailles
 (mai 2024).
Si vous disposez d'ouvrages ou d'articles de référence ou si vous connaissez des sites web de qualité traitant du thème abordé ici, merci de compléter l'article en donnant les références utiles à sa vérifiabilité et en les liant à la section « Notes et références ».
Les Rockailles est un festival se déroulant le dernier week-end de juin sur la plaine des Rocailles à Reignier en Haute-Savoie. L'association organisant le festival est une association loi de 1901 à but non lucratif.
Au départ typiquement orienté rock, aujourd'hui le festival se veut éclectique en faisant découvrir d'autres horizons tels que le hip-hop et l'Electro (sans toutefois négliger ses racines rock).

## Historique du festival
Le premier festival des Rocailles remonte au 30 août 1980. Il a accueilli pendant quinze ans des artistes tels que Catherine Lara, Les Rita Mitsouko, Jacques Higelin, Les Béruriers Noirs ou Noir Désir… Les conditions associatives s’essoufflant, l’aventure se termine en 1995.
Cinq ans plus tard, trois jeunes reignerands (Manu Laly, Julien Sage et Fred Poncet) pensent à faire revivre le festival culte et décident de remonter l’association (nouvelle association, nouveau nom : le K apparaît). Très vite d’autres motivés les rejoignent. Le festival renaît en 2002. En 2010, l'association vit son dernier festival à la suite d'un essoufflement humain et financier.
C'est après 6 ans d'absence que le festival revient en juin 2017!
Pour cette édition, le festival suit un engagement équitable et écologique.

## Liens
- (ja) Site officiel